# Liste der Wappen im Landkreis Zwickau
Diese Liste zeigt die Wappen der Gemeinden im Landkreis Zwickau in Sachsen.

Wappen des Landkreises Zwickau
Lage des Landkreises Zwickau in Sachsen
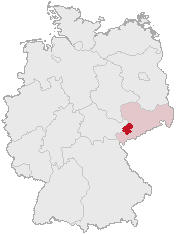
Lage des Landkreises Zwickau in Deutschland

## Wappen der Städte und Gemeinden
Die Gemeinden Crinitzberg, Langenweißbach und Mülsen führen kein Wappen.

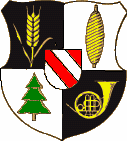
Gemeinde Bernsdorf
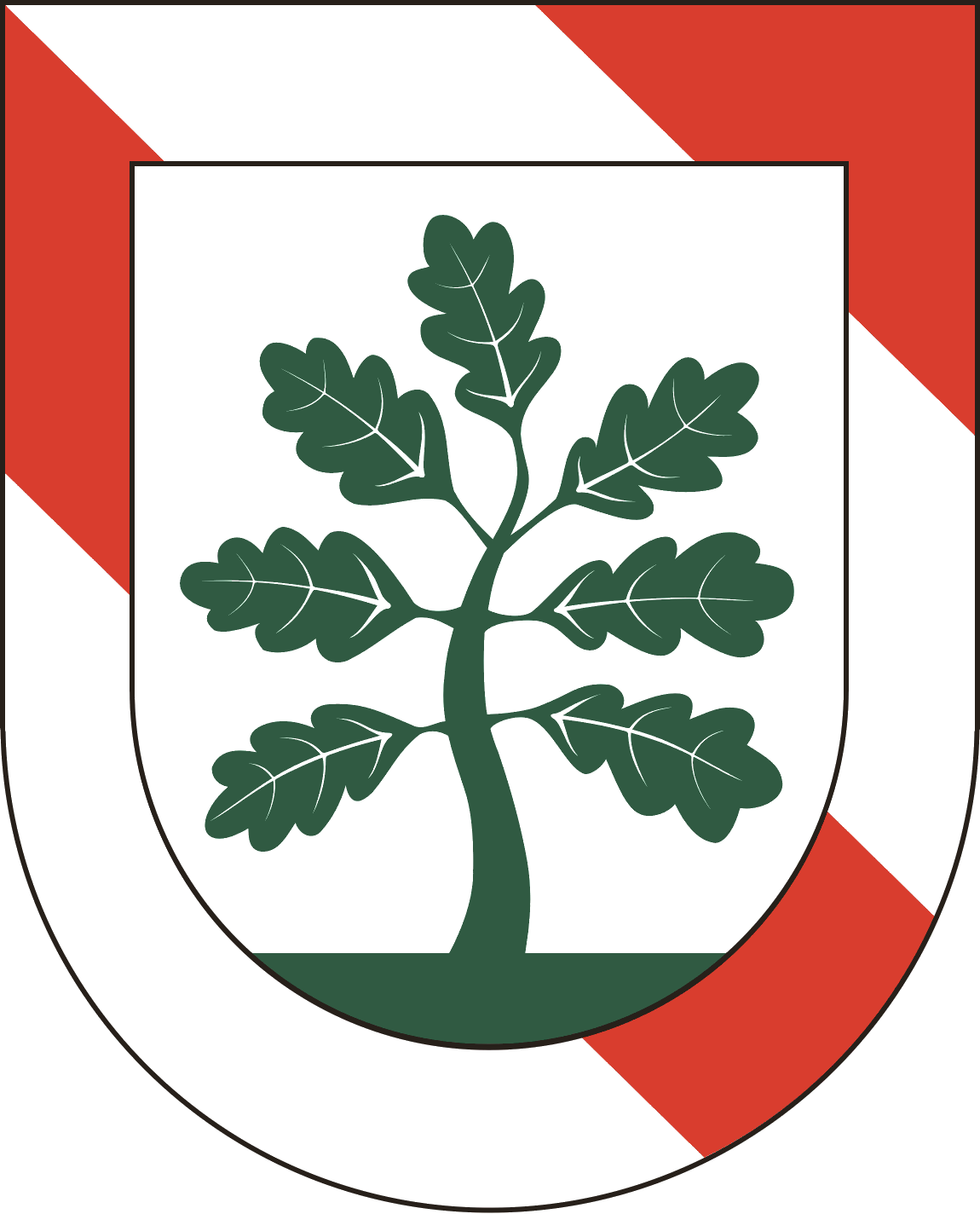
Gemeinde Callenberg
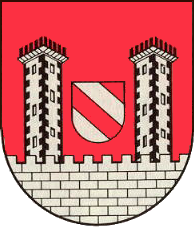
Große Kreisstadt Crimmitschau
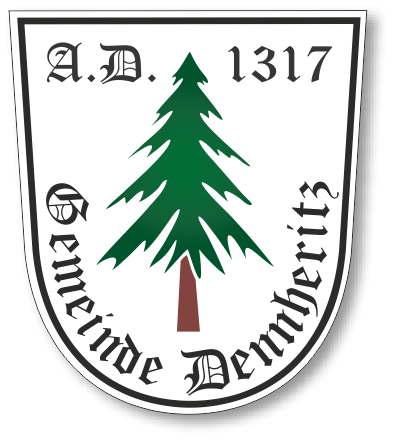
Gemeinde Dennheritz
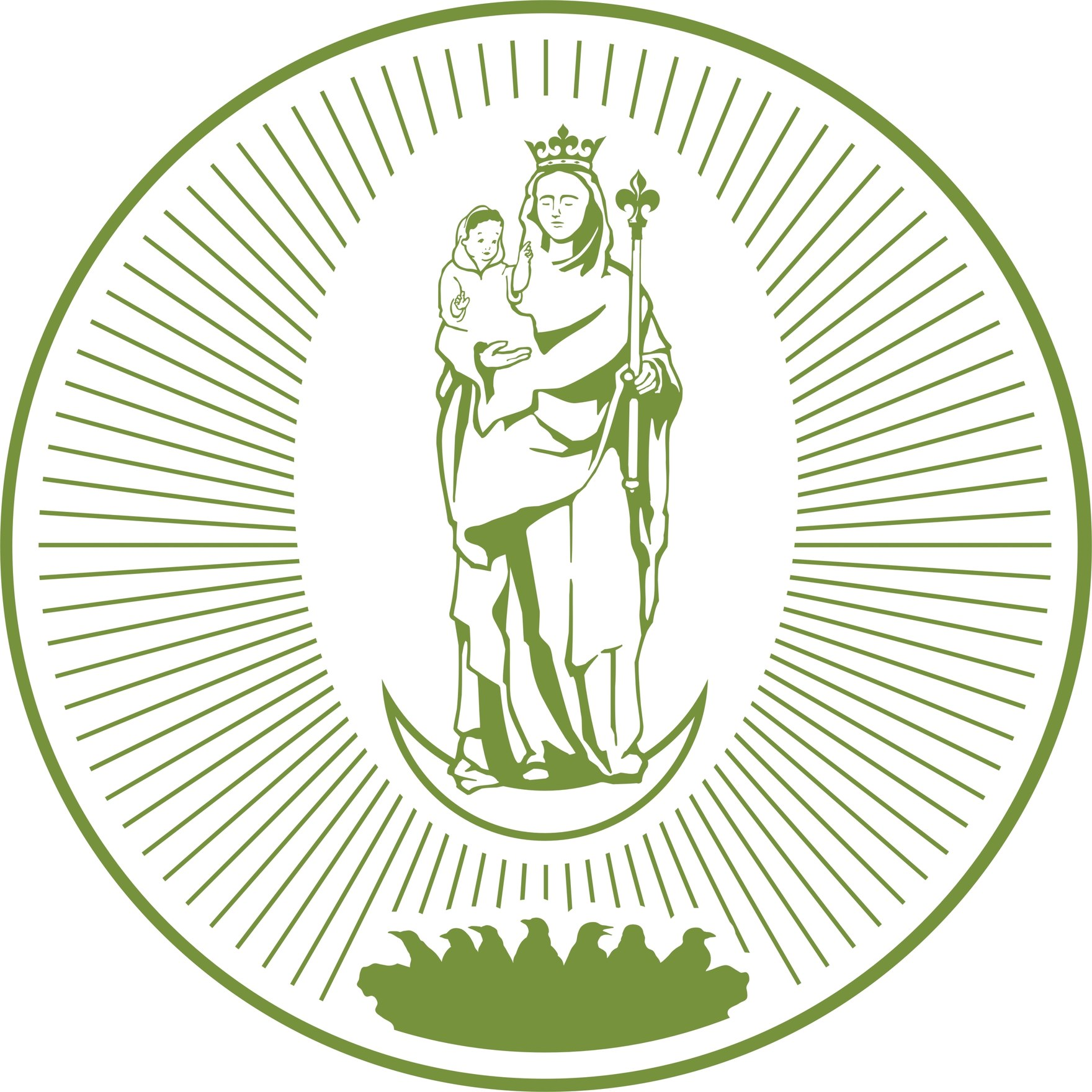
Gemeinde Fraureuth
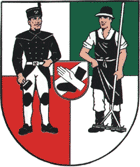
Gemeinde Gersdorf
Große Kreisstadt Glauchau
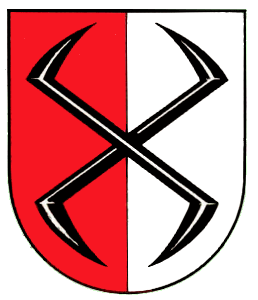
Stadt Hartenstein
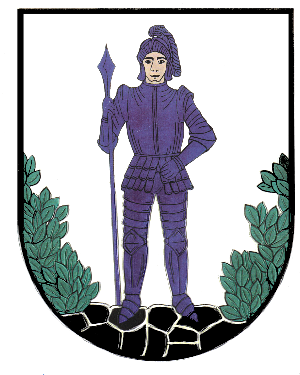
Gemeinde Hartmannsdorf
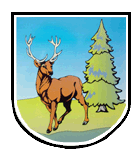
Gemeinde Hirschfeld
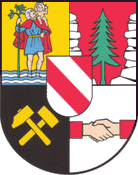
Große Kreisstadt Hohenstein-Ernstthal
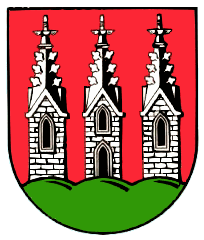
Stadt Kirchberg
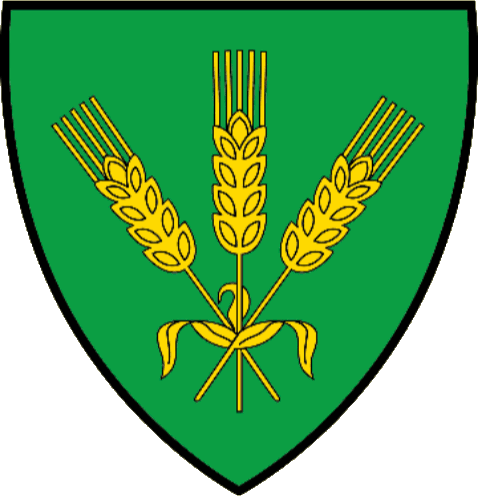
Gemeinde Langenbernsdorf
Stadt Lichtenstein
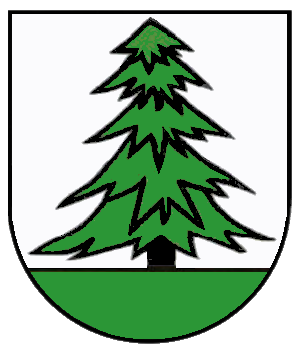
Gemeinde Lichtentanne
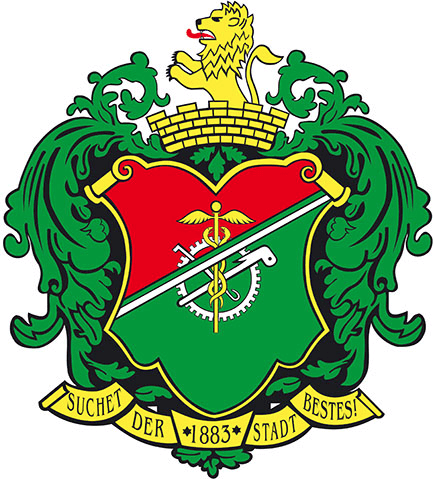
Große Kreisstadt Limbach-Oberfrohna
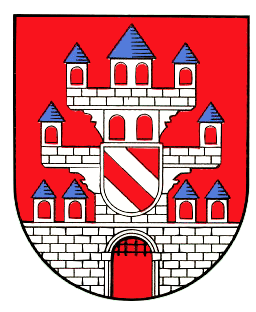
Stadt Meerane
Gemeinde Neukirchen/Pleiße
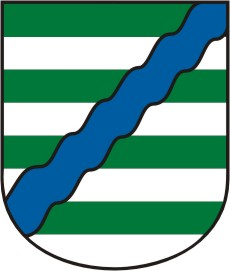
Gemeinde Niederfrohna
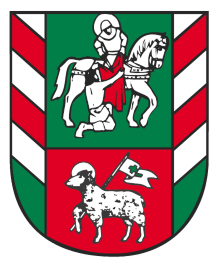
Stadt Oberlungwitz
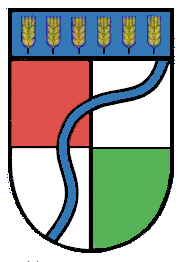
Gemeinde Oberwiera
Gemeinde Remse
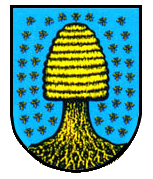
Gemeinde Reinsdorf
Gemeinde Schönberg
Gemeinde St. Egidien
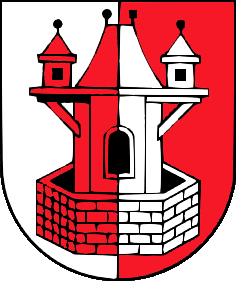
Stadt Waldenburg
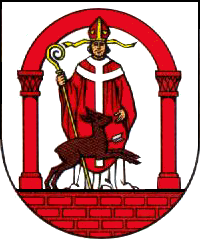
Große Kreisstadt Werdau
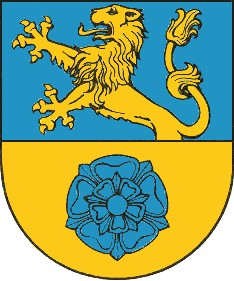
Stadt Wildenfels
Stadt Wilkau-Haßlau
Große Kreisstadt Zwickau

## Wappen ehemaliger Landkreise

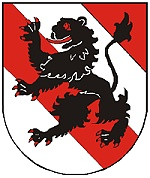
Wappen des Landkreises Chemnitzer Land
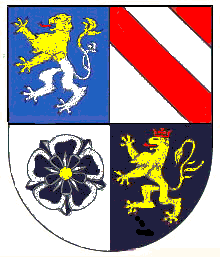
Wappen des Landkreises Zwickauer Land

## Wappen ehemaliger Gemeinden

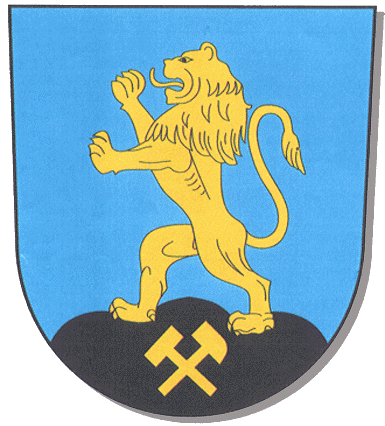
Friedrichsgrün
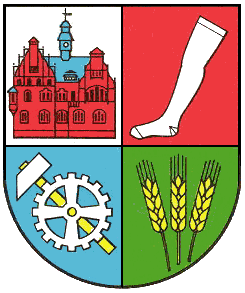
Oberlungwitz (alt)
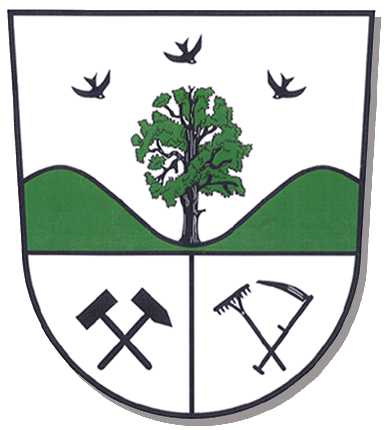
Vielau